# Sługocinek
Sługocinek – wieś w Polsce położona w województwie wielkopolskim, w powiecie konińskim, w gminie Golina.
W latach 1975–1998 miejscowość administracyjnie należała do województwa konińskiego.
16 marca 1863 roku w okolicach Sługocinka doszło do potyczki pomiędzy powstańcami styczniowymi z oddziału Kazimierza Mielęckiego a Rosjanami. 